# Carlo Sellitto

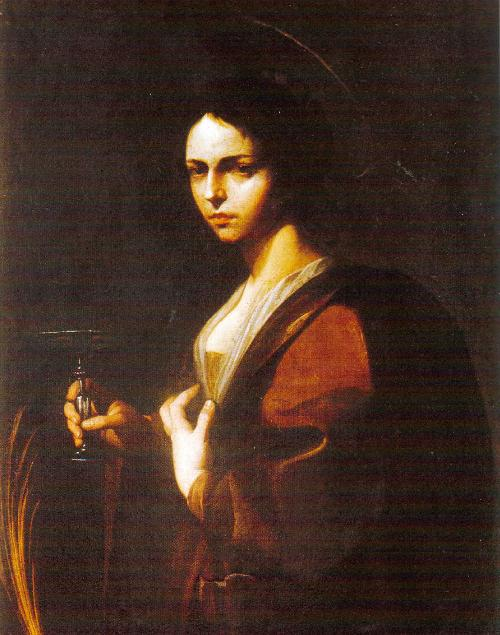
Santa Lucia (museo regionale di Messina)

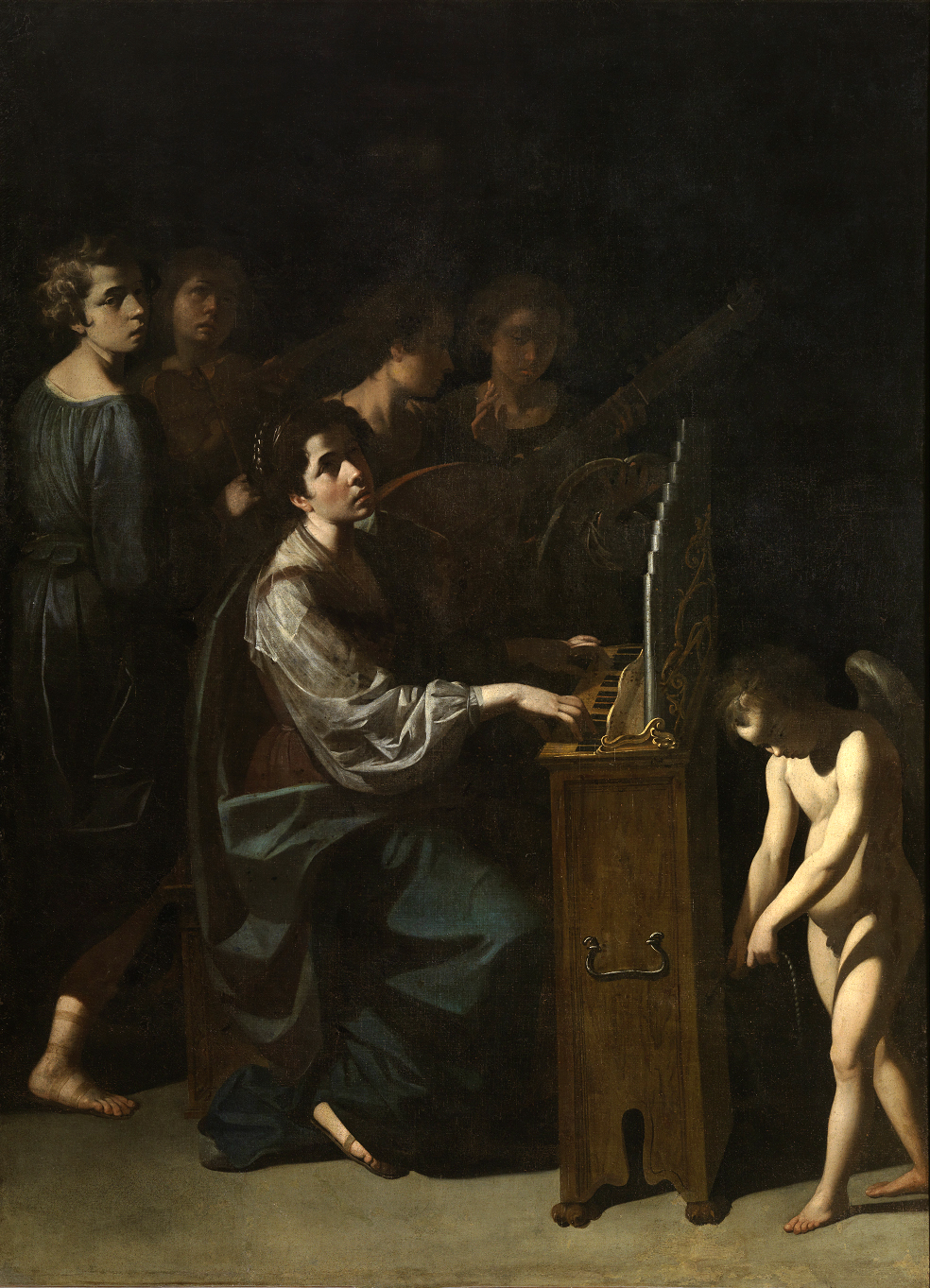
Santa Cecilia all'organo, Napoli, Museo nazionale di Capodimonte

Carlo Sellitto, nome d'arte di Carlo Infantino (Napoli, 1581 – Napoli, 2 ottobre 1614), è stato un pittore italiano di ambito caravaggesco.

## Vita
Pittore di origini montemurresi attivo nei primi decenni del Seicento, figlio del pittore e indoratore Sebastiano e della napoletana Lucente de Senna. Il cognome paterno era in realtà Infantino, ma avendo Sebastiano preso come nome d'arte il cognome della madre Margherita Sellitto, questo rimase come cognome d'arte anche a Carlo. Secondo di otto figli, a differenza dei suoi fratelli e sorelle mostrò sin da fanciullo una grande inclinazione per la pittura. Per questo motivo il padre lo introdusse come discepolo presso il pittore fiammingo Loise Croys, artista in Napoli molto stimato. Carlo rivelò ben presto le sue ottime qualità specie nel ritratto, tanto da divenire ben presto il ritrattista più ricercato dall'aristocrazia partenopea. Promesso sposo dell'ultima figlia del suo maestro, Claudia, venne accecato da una folle passione per una giovane di Montemurro, Porsia Pirrone, separata dal marito, convivendo con essa. Non resistendo al dolore e alla vergogna per il grave torto arrecato ai Croys, il padre si ritirò al suo paese natio con tutta la famiglia, sperando in un ravvedimento del figlio. Ma questi, venuto a sapere della morte del marito di Porsia, nonostante gli innumerevoli tentativi della famiglia di scongiurare questa eventualità, sposò la donna nel 1613. Una triste sorte però lo attendeva: solo un anno dopo, moriva colui che gli storici dell'arte oggi chiamano il primo caravaggesco napoletano. Non poté quindi eseguire il San Pietro liberato dal carcere, opera commissionatagli dai governatori del Pio Monte della Misericordia nel 1613, la cui esecuzione fu affidata nel 1615 a Battistello Caracciolo.

## Opere
Vi sono tredici opere documentate o di attribuzione accolta dell'artista:

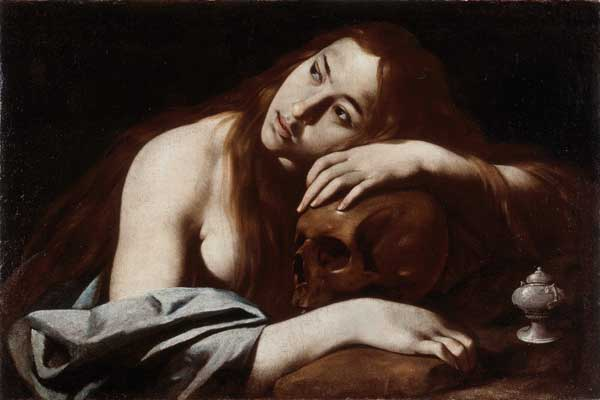
Maddalena penitente, Museo nazionale di Capodimonte

- L'apostolo Pietro salvato dalle acque (Chiesa di Santa Maria di Monteoliveto).
- San Carlo Borromeo (Museo di Capodimonte).
- Adorazione dei Pastori (Chiesa di Santa Maria del Popolo agli Incurabili).
- Santa Cecilia all'organo (Museo di Capodimonte).
- Bacco (Städelsches Kunstinstitut di Francoforte sul Meno).
- Davide con la testa di Golia (Rhodesia, collezione privata).
- Santa Lucia (Museo Regionale di Messina).
- Visione di Santa Candida (Chiesa di Sant'Angelo a Nilo).
- Cristo crocifisso (Chiesa di Santa Maria di Portanova).
- Sant'Antonio da Padova (Chiesa dell'Incoronata a Capodimonte).
- Madonna del Suffragio (Chiesa di San Luigi Gonzaga ad Aliano), l'unica opera giunta sino a noi ove vi è un ritratto (quello del committente), specialità per la quale era tanto famoso.
- Madonna del Suffragio tra san Francesco, san Domenico e anime purganti (Chiesa di Sant'Antonio da Padova a Melfi).
- Madonna della Vallicella  (Quadreria dei Girolamini)[2].

Va citato altresì che l'artista indica nel suo testamento anche diverse nature morte, paesaggi e ritratti, tra cui quello del Viceré di Napoli Pedro Fernández de Castro. Un San Bruno è esposto nel Musée des Beaux-Arts, Palais Rohan, a Strasburgo. Di dubbia attribuzione risulta invece un San Giovanni Battista.